# Страх над містом
Страх над містом (фр. «Peur Sur La Ville») — французький кінофільм Анрі Вернея, що вийшов 9 квітня 1975 року з Жаном-Полем Бельмондо в головній ролі.

## Сюжет
Молода самотня вдова Нора Ельмер регулярно отримує телефонні дзвінки від незнайомця, який дає їй зрозуміти, що не тільки добре знає подробиці її особистого життя, а й бував у її квартирі в її відсутність. Одного разу вночі він повідомляє, що збирається зайти до неї. Від страху вона отримує серцевий напад і випадає з вікна своєї квартири, що знаходиться на 17-му поверсі. Розслідування доручається комісару Жану Летельє (Жан-Поль Бельмондо). Той з небажанням береться за справу, оскільки в цей момент його турбує тільки одне  — як упіймати небезпечного злочинця Маркучі, через якого він кілька років тому був звільнений з відділу боротьби з бандитизмом. Наступного дня комісарові дзвонить незнайомець, який називає себе Міносом, і стверджує, що це він покарав Нору за те, що вона знехтувала трауром за покійним чоловіком, і що він і далі має намір карати грішниць. Маніяк обіцяє комісарові після кожного вбивства надсилати фрагменти своєї фотографії. Летельє не сприймає це визнання серйозно і не вважає загибель Нори вбивством. Але за наполяганням начальства він все ж таки складає список жінок, які змінили останнім часом номер телефону, і вирушає опитувати їх, чи не стало причиною цього домагання з боку незнайомця.
Наступну жертву маніяка вони знаходять у госпіталі. Це медсестра Елен. Але Мінос дізнається про їхні плани і сам під виглядом поліціянта відвідує іншу свою жертву, вдову ювеліра Жермен Дуазон, і розправляється з нею. У цей час у двері дзвонить Летельє. Мінос намагається втекти через дах, комісар переслідує його. Але незабаром комісар вирішує припинити переслідування Міноса, оскільки його колеги повідомляють йому про появу в місті Маркучі. Цього разу Летельє вдається розправитися зі своїм давнім ворогом. Але наступного дня газети публікують заяву Міноса про те, що комісар Летельє замість того, щоб переслідувати маніяка воліє зводити особисті порахунки. На прохання Летельє усунути його від цієї справи начальство відповідає відмовою. Осколки скла, знайдені після переслідування, виявляються осколками скляного ока. Тим часом медсестра Елен, коханка одруженого головлікаря, продовжує отримувати дзвінки від Міноса. Комісар проводить весь час у її квартирі, прослуховуючи телефонні дзвінки. На черговий дзвінок Міноса Елен просить дати їй спокій, заявляючи що перебуває в ліжку з чоловіком. Їй дзвонить з лікарні хірург доктор П'єр Вальдек і просить терміново допомогти йому при екстреній операції. Летельє відвозить її до лікарні, Вальдек починає ставити їй запитання, чим вона займалася в ліжку з Летельє. Елен в жаху розуміє, що Вальдек і Мінос — одна людина, і гине від руки Вальдека. Наступного дня в роздягальні знаходять її труп. Тепер піймання Міноса стає для комісара справою честі.
Вальдек з'являється для давання свідчень. Колега комісара Летельє дає йому прикурити. Після відходу Вальдека Летельє, котрий не розуміє, чому Вальдек відразу не помітив запальничку, піднесену зліва, закриває ліве око коробочкою, в якій знаходилися осколки штучного ока, принесені з експертної лабораторії і просить повторити досвід. Поліціянти розуміють, що Вальдек — це Мінос. Вони вриваються в його квартиру, але маніяка там немає, кинувши гранату в чергу за квитками на порнографічний фільм, він бере в заручники родину головної акторки цього фільму у висотному будинку. Поліціянти поспішають до будинку актриси. Вальдек тримає під прицілом револьвера сім'ю актриси і встановлює годинниковий механізм на вибухівці, яку приніс з собою. Він вступає в переговори з поліцією, вимагаючи собі гарантії шляху відступу: автомобіль і літак. Летельє, спустившись на тросі з гелікоптера, розбиває вікно, потрапляє в квартиру і в рукопашній сутичці знешкоджує злочинців.

## У ролях
- Жан-Поль Бельмондо — Жан Летельє, комісар поліції
- Адальберто Мерлі — маніяк Мінос
- Шарль Деннер — Мойсак, інспектор поліції
- Леа Массарі — Нора Елмер
- Розі Варт — Джермейн
- Жан Мартен — Сабін, дивізійний комісар
- Джованні Чанфрілья — Маркуччі
- Жак Паолі — епізод
- Жільберта Женья — епізод
- Ролан Дюбійяр — психолог
- Філіпп Бріго — епізод
- Роже Ріффар — епізод
- Жан-Франсуа Бальме — Жюльєн Даллас
- Анрі Джанік — інспектор поліції
- Жан-Луї Ле Гофф — епізод
- Жан-Луї Фортюї — епізод
- Моріс Вальє — епізод
- Моріс Озель — епізод
- Анрі-Жак Юе — епізод
- Жак Ріспаль — епізод
- Жорж Рік'є — префект
- Джермана Карначіна — Памела Світ
- Катрін Морен — Елен Граммон
- Мішель Беррер — епізод
- Альбер Дельпі — епізод
- Жак Мату — епізод
- Андре Валарді — епізод
- П'єр Дуглас — епізод

## Знімальна група
- Режисер — Анрі Верней
- Сценаристи — Франсіс Вебер, Жан Лаборд
- Оператор — Жан Пензер
- Композитор — Енніо Морріконе
- Художник — Жан Андре
- Продюсер — Жан-Поль Бельмондо

## Джерело
- Страх над містом на сайті IMDb (англ.)
- Страх над містом [Архівовано 22 серпня 2016 у Wayback Machine.] на сайті World-ua
- Страх над містом на сайті AllMovie (англ.)